# 青島 (宮崎市の地名)
青島（あおしま）とは、宮崎県宮崎市の地名。青島地域自治区に属している。郵便番号は889-2162。住居表示実施地域であり2023年現在、1丁目-6丁目が設置される。

## 地理
宮崎市の南東部に位置する。青島海岸（日南海岸国定公園）に位置し、青島を中心に、青島リゾートや、青島温泉、青島神社など観光の中心地となっている。青島地区の住居表示実施の際に、JR日南線を境に、線路より東の地区をもって成立した。北から順に1丁目から6丁目がおかれている。北方の一部を加江田、西方を青島西、南方を大字折生迫と接する。

## 世帯数と人口
2023年（令和5年）3月1日現在の世帯数と人口は以下の通りである。
| 町丁      | 世帯数  | 人口  |
| --------- | ------- | ----- |
| 青島1丁目 | 181世帯 | 308人 |
| 青島2丁目 | 201世帯 | 350人 |
| 青島3丁目 | 256世帯 | 420人 |
| 青島4丁目 | 172世帯 | 279人 |
| 青島5丁目 | 107世帯 | 205人 |
| 青島6丁目 | 124世帯 | 219人 |

## 小・中学校の学区
市立小・中学校に通う場合、学区は以下の通りとなる。
| 町名   | 小学校             | 中学校             |
| ------ | ------------------ | ------------------ |
| 青島西 | 宮崎市立青島小学校 | 宮崎市立青島中学校 |

## 交通

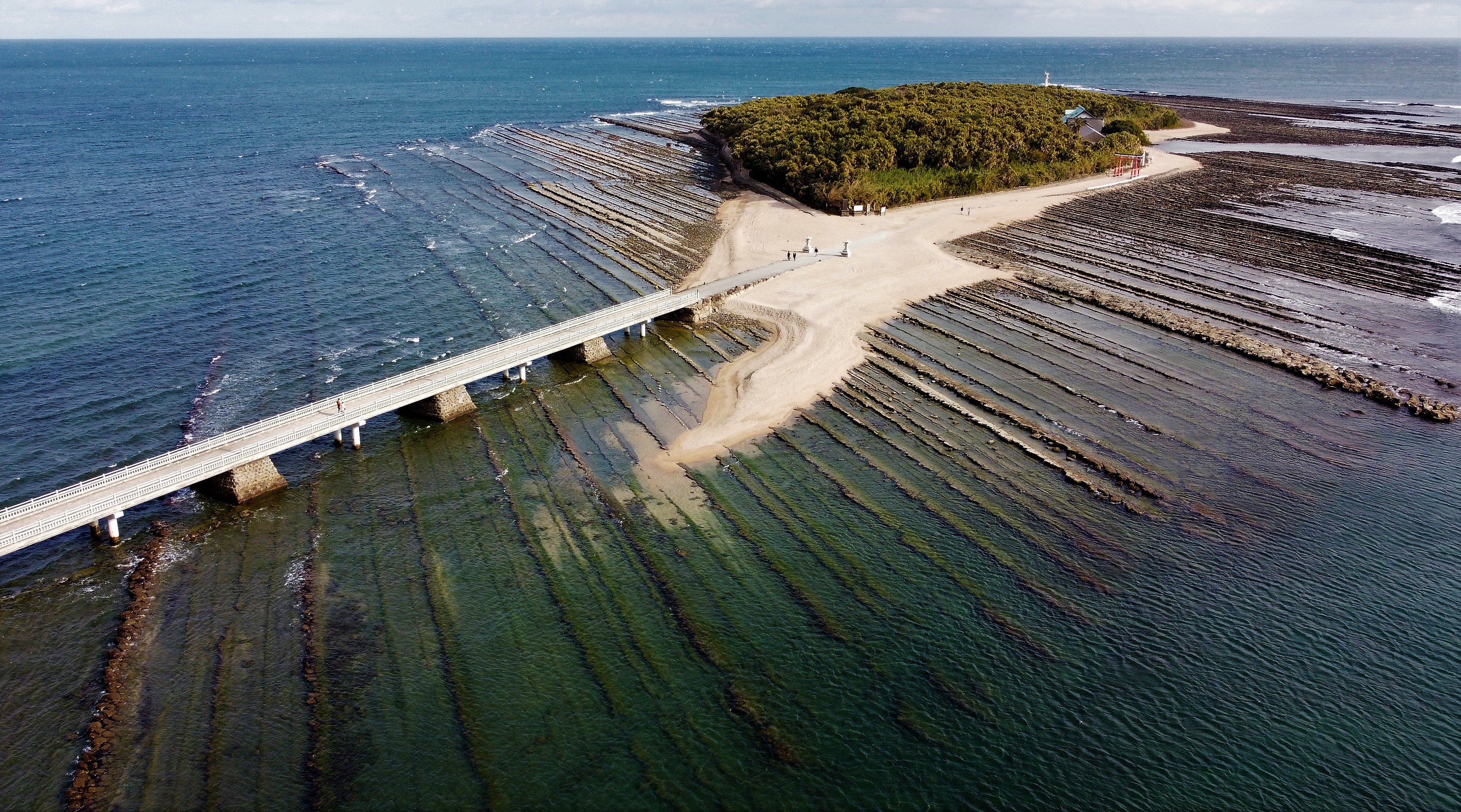
青島

### 鉄道
JR日南線が通過しており、青島駅の正面に当たる。

### バス
宮交グループの運営するバスが営業している。

### 道路
- 国道220号 青島バイパス
- 宮崎県道342号青島停車場線
- 宮崎県道377号内海加江田線

## 施設
- 宮崎市青島地域センター
- 宮崎市消防局南消防署青島出張所
- 青島駅
- ANAホリデイ・インリゾート宮崎
- 青島神社
- 青島灯台
- 青島温泉